# Ooperipatus birrgus
Ooperipatus birrgus är en klomaskart som beskrevs av Reid 2000. Ooperipatus birrgus ingår i släktet Ooperipatus och familjen Peripatopsidae. Inga underarter finns listade i Catalogue of Life.